# Automatikus összeköttetés-felvétel és -fenntartás

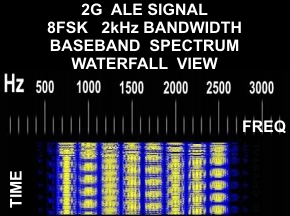
2G ALE jel

Az automatikus összeköttetés-felvétel és -fenntartás (angolul Automatic Link Establishment, rövidítve ALE) világszerte elterjedt de facto szabvány a rövidhullámú, digitális rádiós kommunikációs kapcsolat megteremtésére és fenntartására.
Az ALE alkalmazásával egy rövidhullámú rádió kezelőjének közreműködése nélkül is képes felvenni a kapcsolatot egy másik rövidhullámú rádióval. A cél megbízható és gyors hívási és kapcsolódási módszer nyújtása az állandóan változó rövidhullámú ionoszféra-viszonyok, vételi interferencia-körülmények között, megosztottan használt, zsúfolt csatornákon keresztül. Az ALE-ben alkalmazott technikák: automatikus és szelektív hívás, automatikus hívásátadás, csatornaszkennelés és -választás, üzenettárolás, címzésvédelem, jelminőség-analízis (link quality analysis, LQA).